# سيرجيو باسي
سيرجيو باسي (بالإيطالية: Sergio Bassi) (1951 - 16 مارس 2020) هو مُغني شعبي إيطالي.
نشأ سيرجيو مع أجداده في قريةٍ صغيرة في كودوجنو، لومبارديا. بعد أن نشأ، انتقل إلى لنيانو، ثم إلى بياتشنزا، وعاش في سان فرانسيسكو آل كامبو لمُدة سبع سنوات. ثم عاد إلى مسقط رأسه.
خلال جائحة فيروس كورونا في إيطاليا 2020، كان مَريضًا بفيروس كورونا المرتبط بالمتلازمة التنفسية الحادة الشديدة النوع 2. في 16 مارس 2020، توفي في كريما بسبب إصابته بالفيروس.

## ديسكغرافيا

### منفردا
- 1982 - Una città su misura (45 GIRI)
- 2011 - Il Mantovano Volante (CD AUDIO) Museo Tazio Nuvolari
- 2016 - Inno a Santa Francesca Cabrini (CD AUDIO)

### الألبوم
- 1984 - Fermati Guerriero
- 1985 - Ali per volare
- 1986 - Cambio di stagioni
- 1989 - L'Equilibrista (prima versione LP 33 giri)
- 1993 - Storie Padane & non... (prima versione in cassetta non pubblicata)
- 2003 - Storie padane & non...
- 2004 - L'Equilibrista
- 2006 - E Il fiume sta a guardare...
- 2007 - Cavallo Pazzo
- 2011 - I Cieli della Terra
- 2015 - Identità Musica & Parole
- 2017 - Una zolla di terra - Antologia

## روابط خارجية
- Sito ufficiale نسخة محفوظة 2 أبريل 2020 على موقع واي باك مشين. (بالإيطالية)
- أنا فيديو على سيرجيو باسي على يوتيوب (بالإيطالية)
- Vi racconto il mio rock fra terre del Po e ballate popolari (بالإيطالية)
- سيرجيو باسي، ألبوم del narratore في البيانو من la Bassa e il West (بالإيطالية)